# Sunset Station
Sunset Station – hotel i kasyno w Henderson, w amerykańskim stanie Nevada. Stanowi własność korporacji Station Casinos. Jego grupą docelową są przede wszystkim lokalni mieszkańcy Las Vegas oraz jego okolic.
W skład obiektu wchodzi 21–piętrowy hotel z 448 pokojami, kasyno o powierzchni 7.400 m², 1.200 m² przestrzeni konferencyjnej, 13–ekranowe kino, sala do gry w bingo z 542 miejscami, 72–torowa kręgielnia otwarta 24/7, amfiteatr pod gołym niebem z 5.000 miejsc, a także dziewięć restauracji. Motywem przewodnim wystroju Sunset Station jest tematyka hiszpańska.

## Historia
Sunset Station został otwarty 10 czerwca 1997 roku jako własność Station Casinos. Korporacja w połowie lat 90. otworzyła dwa inne obiekty kasynowe, Boulder Station i Texas Station, jednak Sunset Station miał stanowić odmianę w dotychczasowej działalności firmy. Jego grupą docelową mieli bowiem być lokalni mieszkańcy Las Vegas i jego okolic. Jako że Sunset Station okazał się sukcesem, korporacja kontynuowała działalność na miejscowym rynku, budując kolejne obiekty, takie jak Green Valley Ranch (2001) i Red Rock Resort (2006).
W 1999 roku Sunset Station został poddany renowacjom wartym 34 miliony dolarów, obejmującym nowe parkingi, zwiększenie powierzchni kasyna i sal konferencyjnych, a także otwarcie nowej restauracji – Sonoma Cellar Restaurant.

## Atrakcje

### Strike Zone Bowling Center
Kręgielnia Strike Zone Bowling Center została otwarta w kwietniu 2005 roku. W tamtym okresie, zajmująca powierzchnię 7.200 m², 72–torowa Strike Zone była największą kręgielnią w Las Vegas, a także, ze względu na koszt budowy w wysokości 26 milionów dolarów, była najdroższą kręgielnią w Stanach Zjednoczonych.

### Bar Gaudi
Działający w Sunset Station bar Gaudi posiada na suficie witraże o powierzchni 560 m², stworzone z tysięcy kawałków różnego rodzaju szkła i ważące w sumie dwanaście ton. Projekt i wystrój baru inspirowane są hiszpańskim architektem Antonio Gaudim.